# James Davison
James Davison (Melbourne, 28 de agosto de 1986) é um automobilista australiano que compete com um Aston Martin Vantage GT3 no Pirelli World Challenge.
Ele estreou na IndyCar Series em 2013 e competiu em duas corridas; terminando na 32º posição no campeonato, com o melhor resultado sendo um décimo quinto lugar. Na temporada seguinte, Davison competiu nas 500 Milhas de Indianápolis e terminou no décimo sexto lugar da prestigiada corrida.